# 7月7日、晴れ
『7月7日、晴れ』（しちがつなのか、はれ）は、フジテレビジョン製作の日本映画（1996年5月11日公開）、及びその映画主題歌（DREAMS COME TRUE）。

## あらすじ
自動車会社に勤める普通のサラリーマン・山部健太（萩原聖人）は、仲間たちと遊びに来たキャンプ場で、ひとり渓流釣りをしているとき、美しい少女に出会う。少女は、世界的に注目される新進気鋭のアーティスト・望月ひなた（観月ありさ）だった。東京で再び出会った二人は次第に引かれあい、デートを重ねていた。健太は、ひなたが7月7日・七夕生まれであるのに一度も天の川を見たことがないと聞き、キャンプに誘い出した。その夜、満点の星空を二人で眺めて感動したひなたは、来年の7月7日も二人で天の川を見ようと、健太と約束する。しかし、その年のクリスマス、様々ないきさつと周囲の思惑の中で二人が交際を続けることは難しくなり、ひなたは健太に別れを告げた。翌年の7月7日、日本を離れ海外に活動拠点を置くことにしたひなたは、日本での最後の仕事であるFMラジオの生番組に出演して、スタッフに用意された台本を淡々と読んでいた。雲一つ無く晴れているものの、東京の空に天の川は見えない。都会の夜景を天の川になぞらえた話の途中、突然、ひなたは本当の天の川はこんなものじゃないと自分の言葉で語り出した。

## スタッフ
- 監督：本広克行
- 脚本：戸田山雅司
- 編集：掛須秀一
- 制作：村上光一
- プロデュース：小牧次郎、宮澤徹、堀部徹
- 製作：フジテレビジョン

## キャスト
- 望月ひなた：観月ありさ
- 山部健太：萩原聖人
- 神田絵里子：田中律子
- 島岡正道：榊原利彦
- 城戸英一郎：うじきつよし
- 三ツ木紘一（望月ひなたのマネージャー）: 升毅
- 池田公彦：山本太郎
- 滝本：西村雅彦
- 千葉：大高洋夫
- 松前博郎：西岡徳馬
- 岸和田聡：伊武雅刀
- 佐藤麻琴：西野妙子（teaco名義）

## 楽曲
- DREAMS COME TRUE
  - 「7月7日、晴れ」
  - 「うれしい!たのしい!大好き (‘EVERLASTING' VERSION)」
  - 「SUKI (WORLDWIDE VERSION)」

### 主題歌
- 『7月7日、晴れ』
  - 作詞・吉田美和
  - 作曲・中村正人

## 関連商品
VHS
- 「7月7日、晴れ」（1996年11月21日）

CD
- 「7月7日、晴れ サウンドトラック」（1996年4月1日）

単行本
- 戸田山雅司「7月7日、晴れ」（1996年）フジテレビ出版

文庫本
- 戸田山雅司「7月7日、晴れ」（1998年）扶桑社文庫